# Ermekeevskij rajon
L'Ermekeevskij rajon (in russo Ермекеевский район?) è un municipal'nyj rajon della Repubblica della Baschiria, nella Russia europea.